# Ampedus cinnaberinus
Espèce
Statut de conservation UICN

 LC : Préoccupation mineure
Ampedus cinnaberinus est une espèce de taupins du genre Ampedus que l'on rencontre en Europe. Cette espèce a été décrite par Eschscholtz en 1829, sous le nom d'Elater cinnaberinus.

## Taxonomie
Synonymes
- Ampedus cinnabarinus (lapsus)
- Elater cinnabarinus (lapsus)
- Elater cinnaberinus Eschscholtz, 1829

## Description
Cette espèce se présente avec un corps allongé et relativement plat d'environ 13 à 17 millimètres, rétréci vers l'arrière. Son tégument est recouvert d'une pilosité noire sur le dessus et brunâtre sous le corps. La tête prognathe est encastrée dans le prothorax avec de petits yeux de chaque côté. Le prothorax est mobile (doté d'un mucron permettant le saut, comme tous les élatéridés) et d'un noir profond, comme la capsule céphalique. La partie postérieure du pronotum se termine par deux pointes postérieures. Les antennes sont composées de onze articles.
Les élytres épais et chitineux de couleur rouge orangé recouvrent le mésothorax.